# Викторий (Оверн)
Викторий (на латински: Victorius; † 480 или 488 г. в Рим) е от 470 до 480 г. е първият граф на Оверн.

## Биография
Той е от гало-римски произход.
През 466 г. вестготският крал Ойрих нарушава договора (Foedus) със Западен Рим и завоюва всички останали римски територии между Лоара и Пиренеите. В Оверн той среща голяма съпротива. Там той поставя Викторий, който има личната титла dux като „Граф“ (comes). По време на неговото деветгодишно управление Викторий построява няколко църкви.
Викторий е приятел Сидоний Аполинарий, епископ на Клермон и на Оверн. Той го хвали в едно свое писмо.